# Сельское поселение Дашковское
Сельское поселение Дашко́вское — упразднённое муниципальное образование бывшего Серпуховского муниципального района Московской области России.
Административный центр сельского поселения — деревня Дашковка. Глава сельского поселения — Шкира Нина Васильевна. Площадь территории — 283,54 км².

## История
Образовано в 2006 году в ходе муниципальной реформы. В состав поселения включена территория трёх сельских округов: Калиновского (за исключением посёлка Большевик, деревень Калугино и Станки), Райсемёновского (за исключением деревни Станково) и Глазовского.
Законом Московской области № 220/2018-ОЗ от 14 декабря 2018 года, поселение было упразднено и вместе с другими поселениями Серпуховского муниципального района объединено с городским округом Серпухова в единое муниципальное образование городской округ Серпухов.

## Население
| 2006  | 2007  | 2008  | 2009  | 2010  | 2011  |
| ----- | ----- | ----- | ----- | ----- | ----- |
| 3615  | ↘3435 | ↘3433 | ↗3440 | ↗3930 | ↗3980 |
| 2012  | 2013  | 2014  | 2015  | 2016  | 2017  |
| →3980 | ↘3883 | ↘3815 | ↗3857 | ↗4031 | ↗4126 |
| 2018  | 2019  |       |       |       |       |
| ↗4193 | ↗4208 |       |       |       |       |

## География
Сельское поселение Дашковское граничит на востоке с Серпуховским городским округом, Васильевским сельским поселением, городским поселением Пролетарский и Данковским сельским поселением, на юге по руслу Протвы граничит с Тарусским районом Калужской области, на юго-западе — с городским округом Протвино, на западе — с Жуковским районом Калужской области и городским поселением Оболенск, на севере граничит с Чеховским муниципальным районом.
По территории сельского поселения Дашковское образования протекает несколько рек, среди которых Нара, Протва Боровна, Сухменка, Теменка, Чавра.

## Экономика и инфраструктура
Основные отрасли экономики — сельское хозяйство, производство изделий из ПВХ, производство строительных материалов.
На территории муниципального образования расположены: 7 фельдшерско-акушерских пунктов, 3 медицинские амбулатории, 3 средние школы, 2 детских комбината, начальная школа-сад, музыкальная школа, 6 домов культуры, 7 библиотек.

## Состав сельского поселения

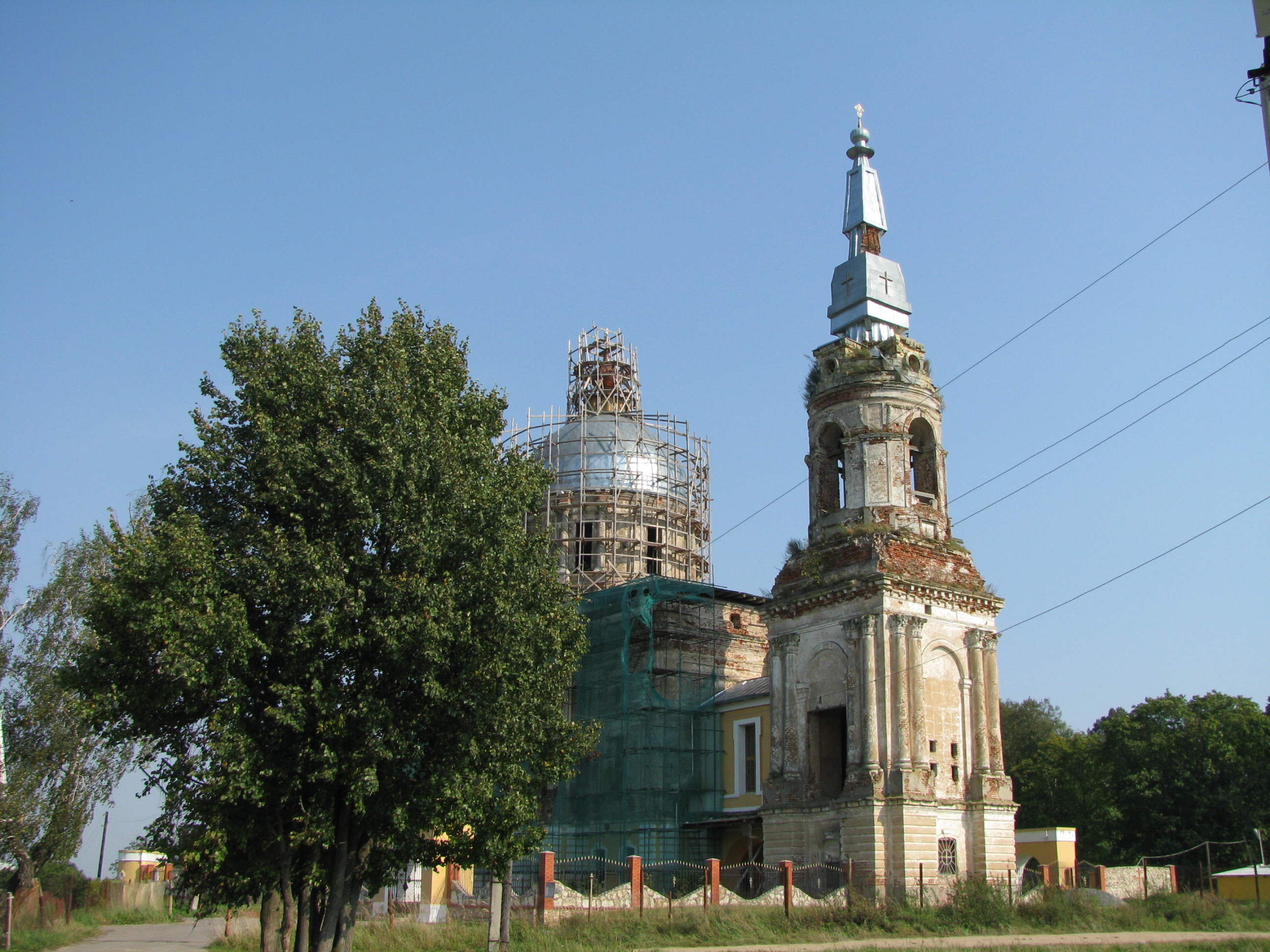
Храм Спаса Нерукотворного в Райсемёновском

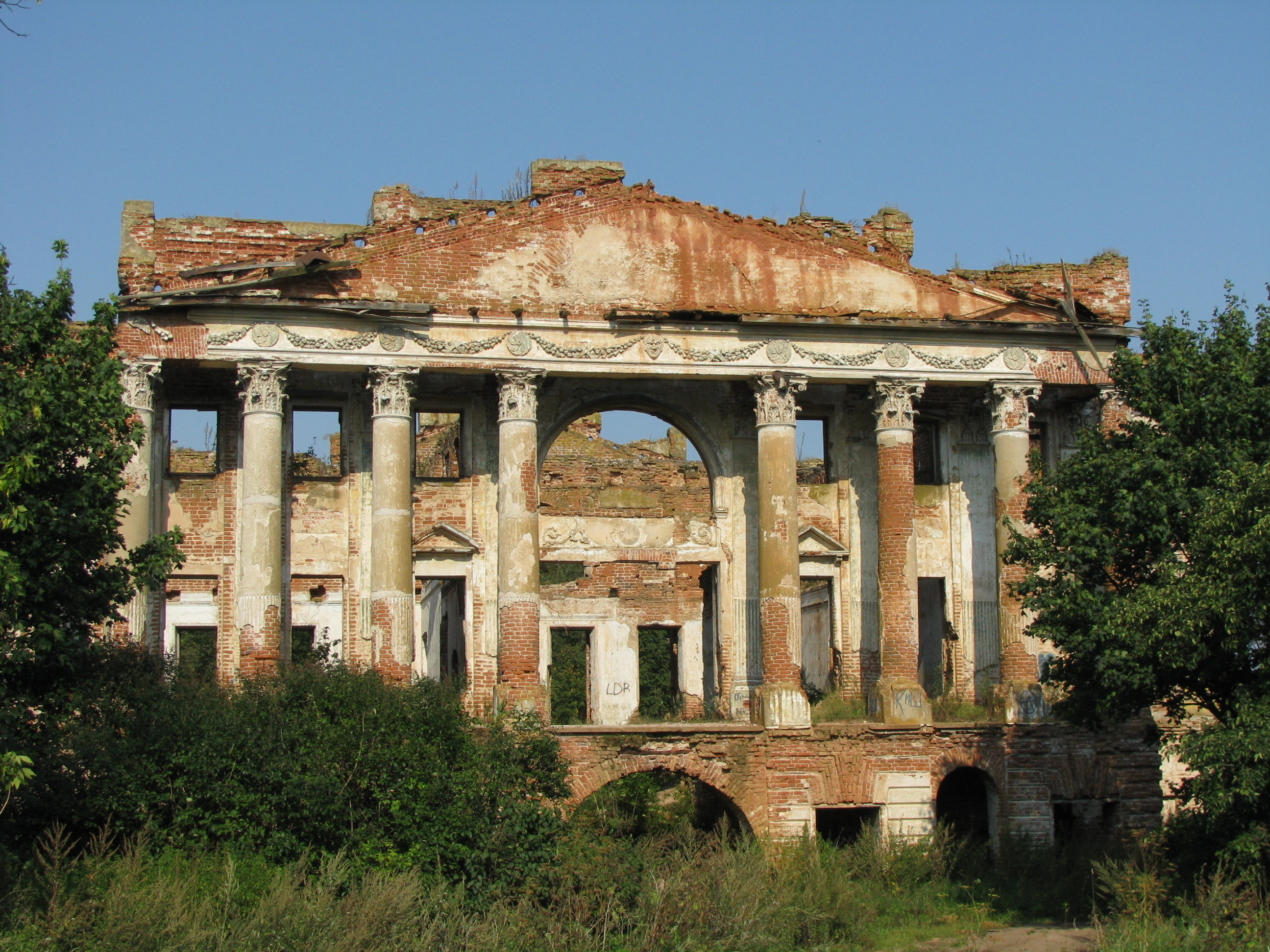
Усадьба Вяземских (конец XVIII — начало XIX века) в Пущине-на-Наре

Памятный крест близ деревни Дракино, установлен 1 августа 2009 года

| №  | Населённый пункт    | Тип населённого пункта          | Население |
| -- | ------------------- | ------------------------------- | --------- |
| 1  | Акулово             | деревня                         | ↘7        |
| 2  | Биобаза-2           | посёлок                         | ↗2        |
| 3  | Верхнее Шахлово     | деревня                         | ↗23       |
| 4  | Вихрово             | деревня                         | ↘0        |
| 5  | Воронино            | деревня                         | ↗10       |
| 6  | Гавшино             | деревня                         | ↗182      |
| 7  | Глазово             | деревня                         | ↗307      |
| 8  | Дашковка            | деревня, административный центр | ↗239      |
| 9  | Дернополье          | деревня                         | ↗15       |
| 10 | Дракино             | деревня                         | ↗199      |
| 11 | Злобино             | деревня                         | ↗25       |
| 12 | Ивантиново          | деревня                         | ↗22       |
| 13 | Иваньково           | деревня                         | ↗63       |
| 14 | Игнатьево           | деревня                         | ↘6        |
| 15 | Калиново            | деревня                         | ↗170      |
| 16 | Калиновские Выселки | деревня                         | ↘23       |
| 17 | Клеймёново          | деревня                         | →1        |
| 18 | Лисенки             | деревня                         | ↘4        |
| 19 | Мирный              | посёлок                         | ↘801      |
| 20 | Мокрое              | деревня                         | ↗16       |
| 21 | Нижнее Шахлово      | деревня                         | ↗26       |
| 22 | Новики              | деревня                         | ↘18       |
| 23 | Новосёлки           | поселок                         | ↗5        |
| 24 | Паниково            | деревня                         | ↗233      |
| 25 | Пущино              | деревня                         | ↗516      |
| 26 | Райсемёновское      | деревня                         | ↗863      |
| 27 | Романовка           | деревня                         | ↗16       |
| 28 | Рудаково            | деревня                         | ↘2        |
| 29 | Сидоренки           | деревня                         | →0        |
| 30 | Скрёбухово          | деревня                         | ↗7        |
| 31 | Скрылья             | деревня                         | ↗267      |
| 32 | Судимля             | деревня                         | ↗160      |
| 33 | Съяново-2           | деревня                         | ↗83       |
| 34 | Тверитино           | деревня                         | ↗174      |
| 35 | Терехунь            | деревня                         | ↗3        |
| 36 | Шатово              | деревня                         | ↗29       |

На территории поселения Дашковское  находится бывший военный городок №115, сейчас посёлок Серпухов-12.

## Достопримечательности
- Усадьба Вяземских в Пущине. Руины дворцового ансамбля конца XVIII — начала XIX века, памятника архитектуры местного значения. Предполагаемый автор — архитектор Николай Александрович Львов[20].  Объект культурного наследия № 5000617000№ 5000617000
- Дворянская усадьба в Райсемёновском, включающая в себя усадебный дом (конец XVIII века) в стиле итальянских вилл, неоднократно перестроенный; четыре служебных корпуса, образующих вместе с упомянутым домом двор в форме квадрата; храм Спаса Нерукотворного (начало строительства — в 1765 году, завершение — в 1774—1783 годах), памятник работы архитектора Матвея Фёдоровича Казакова, ныне реставрируемый[21][22].  Объект культурного наследия № 5010494000№ 5010494000
- Аэродром «Дракино», являющийся базой Серпуховского авиационного спортивного клуба имени Александра Ивановича Орлова, который занимается лётной подготовкой спортсменов и любителей. Аэродром, известен проведением Чемпионата мира (2005 год)[23] и Квалификационного Мирового «Гран-при» (2006 год) по планёрному спорту.
- Часовня 1900 года и Церковь Бориса и Глеба в Дракине, возведённая из кирпича в 1684 году[24].  Объект культурного наследия № 5000002659№ 5000002659
- Памятный знак «Самолёт „МИГ-3“». Установлен в честь воинов 49-й армии, защищавших Москву от фашистских захватчиков в 1941 г. во время Великой Отечественной войны.  Объект культурного наследия № 5000823000№ 5000823000
- Церковь Архангела Михаила в деревне Шатово[25].  Объект культурного наследия № 5000002682№ 5000002682